# Batalla de Morvedre
La batalla de Morvedre, batalla de Murviedro o batalla del Codolar de 1412 fue un enfrentamiento armado entre los partidarios de Fernando I de Aragón y Jaime II de Urgel ocurrido en el Reino de Valencia durante el período de interregno que comenzó con la muerte de Martín I de Aragón (31/05/1410) y culminó en el Compromiso de Caspe (1412).

## Antecedentes
Después de la muerte de Martín I el Humano, se abrieron dos años de interregno, que se caracterizaron por la falta de un sucesor claro. Había cinco pretendientes al trono: Luis de Anjou, Alfonso de Gandía, Jaime de Urgel, Fernando de Antequera y Fadrique (o Federico) de Luna. 
Ante este panorama desde la instituciones aragonesas, catalanas y valencianas se empezó un proceso que debía acabar con la designación de un nuevo monarca. Este nuevo rey debía ser elegido en un parlamento general de todos los reinos y territorios de la Corona de Aragón. Sin embargo, a medida que pasaba el tiempo, se vio como la división entre las facciones nobiliarias no permitía avanzar. Estas divisiones venían en el caso de Aragón y Valencia de los tiempos de Pedro el Cerimonioso, y ahora resurgían con violencia. Las facciones aragonesas se dividían entre los Urrea, favorables Luis de Anjou (tras la muerte del arzobispo de Zaragoza a manos del cabecilla del bando de los Luna, los Urrea se pasarían a la causa de Fernando de Antequera), y los Luna, que eran partidarios de Jaime de Urgel. En Cataluña, aunque había tensiones, estas nunca llegaron a estallar violentamente.
En el caso valenciano las divisiones también venían del reinado de Pedro IV. Aquí las dos facciones principales eran los Vilaragut, que daban su apoyo a Jaime de Urgel, y los Centelles, que eran partidarios de Fernando de Antequera. Aquí la situación se vio muy empeorada por las actuaciones arbitrarias del virrey y gobernador Arnau Guillem de Bellera, que quería imponer la causa de Jaime de Urgel. Estos hechos no solo radicalizaron a sus oponentes, sino que además le granjearon la animadversión de diversas villas del reino. Esto se debe a que con sus acciones actuó muchas veces contra las leyes y libertades del reino y contra los privilegios de la villas. Uno de los enfrentamientos más grandes fue el que se produjo alrededor de Morella. Morvedre, en aquel entonces de la contribución de Valencia, se puso de parte de los Centelles y de Fernando de Antequera y se negó a recibir a Bellera. Esto provocó que Valencia le enviase a sus huestes, mientras que también se acercaban las tropas de los Centelles para socorrerla. Sólo la intermediación de San Vicente Ferrer solucionó la situación sin derramamiento de sangre, y Bellera pudo entrar en la villa de Morvedre.
Mientras tanto, los catalanes y aragoneses trabajaban para poder realizar la elección de un nuevo rey. Los valencianos, al estar divididos, también se reunieron en dos parlamentos distintos y ambos presentaban sus embajadas ante aragoneses y catalanes para negociar con ellos la resolución del Interregno. Sin embargo, los aragoneses y catalanes rechazaban los mensajeros valencianos hasta que no se reunieran en un único parlamento.
En este contexto de división nobiliaria y de enfrentamientos y escaramuzas se produjo la batalla de Murviedro. El virrey Bellera que esperaba refuerzos que debían llegarle en breve quiso atacar a sus enemigos, que se concentraban en el llano de Burriana. Al enterarse Diego Gómez de Sandoval y Rojas, adelantado mayor de Castilla, marchó con su compañía a marchas forzadas a socorrer a los Centelles antes de la llegada del ejército valenciano. Así, valencianos (Centelles), castellanos y algunos aragoneses trastamaristas esperaron a Bellera en Murviedro, actual Sagunto. Allí tuvo lugar la batalla.

## La batalla
Jerónimo Zurita, el más grande cronista de la Corona de Aragón describe la batalla así: 
«En aquel punto habido acuerdo entre los caballeros aragoneses y castellanos, pareció que se les debía resistir el paso y que se rompiese con ellos y diese la batalla: y movieron contra la marina por donde habían de pasar y pusieron sus batallas ordenadas de la una y de la otra parte. Y entonces llegaron Vidal de Blanes y otro caballero de parte del papa y requirieron a los de Valencia que no quisiesen pelear; y ellos todavía dijeron que no dejarían de poner aquel hecho al juicio de la batalla. Y aquellos caballeros se apartaron afuera aunque volvió Vidal de Blanes otra vez a exhortarlos que no quisiesen tentar a Dios y destruir aquel reino y poner tan gran hecho en aventura en una hora. Pero el gobernador se determinó de no dejar su propósito; y deliberó de dar la batalla, que por ser en muy angosto estrecho en el Grao que llaman de Morviedro entre el lugar y la mar fue muy cruel y sangrienta, en la cual fueron los de Valencia desbaratados y vencidos, siendo según se afirma en la relación que envió al infante del suceso desta jornada el adelantado mismo hasta cuatrocientos de caballo y quince mil de pie. Fue muerto en ella el gobernador y Perot Dezpont y el baile. Y en aquella relación se escribe que se decía que era muerto mosén Galbán de Villena y Hernán Pérez de Guzmán le pone entre los muertos, y creo que lo deben decir por Galbán de Villena hermano de don Enrique de Villena maestre de Calatrava; y que entre muertos y ahogados en la mar serían hasta tres mil, y presos mil y quinientos». Antonio Chabret (1888) sigue a Zurita en la descripción de la batalla pero también incorpora otras fuentes, como un breve párrafo del Dietario del Capellán de Alfonso V, pag. 154 donde dice: "En lo dit any MCCCCXII disapte apres mig jor á xxvij de Febrer fonch vençuda la host de Valencia per Mossen Benet de Centelles e cavalls de Castella e de Valencia e gent de Morvedre hon morí Guillem de Berrera Virrey de Valencia e foren morts mes de M. homens de Valencia e molts presos que shagueren á rescatar: la batalla fonch prop la mar entre Morvedre e Puçol al cudolar".
Así, las fuerzas de la ciudad de Valencia, dirigidas por Arnau Guillem de Bellera, gobernador de Valencia, se enfrentaron en Morvedre (la actual Sagunto) el 27 de febrero de 1412 con las castellanas, aragonesas y valencianas, antes de la llegada de los cuatrocientos gascones de refuerzo que llevaba Ramón de Perellós. En la batalla murieron tres mil personas, entre los cuales se encontraba el mismo virrey Bellera.

## Consecuencias
Hay consenso entre los historiadores que esta batalla marca el fin de la causa de Jaime de Urgel en Valencia y el dominio de la de Fernando de Antequera. Tras el enfrentamiento, los jurados de la capital, que hasta el momento habían apoyado en todo momento al virrey, abandonaron el urgelismo e incluso mandaron cartas a Fernando de Antequera para que intercediera por la liberación de los prisioneros, algo que el infante castellano concedió. Los dos parlamentos de fusionaron en uno solo y por fin fueron aceptados por aragoneses y catalanes en la elección del nuevo rey. Llegaron justo a tiempo para suscribir la recién aprobada Concordia de Alcañiz y para mandar a los compromisarios elegidos para deliberar sobre el problema sucesorio en la villa de Caspe, donde se acabaría eligiendo a Fernando de Antequera.